# サン＝パビュ
サン＝パビュ （Saint-Pabu、ブルトン語:Sant-Pabu）は、フランス、ブルターニュ地域圏、フィニステール県のコミューン。サン＝パビュとは、11世紀から13世紀にかけてのトレギエの名でもあった。

## 由来
パビュとは、古いブルトン語のpapu、すなわちかつて修道院の長を指す名称であったpapaからきている。PabuとはPapaの属格であり、故にローマ教皇を意味するpapeと混乱をきたす。このPabuとは、ブルターニュ七聖人の1人で、トレギエ司教であった聖テュグデュアル（fr）を指して、誤って伝えられてきた名称である。
旧トレギエ司教区の創設者、聖テュグデュアルは、4世紀にグレートブリテン島コーンウォールのデヴォンで生まれた。王族の血を引くテュグデュアルは、非常に若い頃から信仰に献身した。彼の模範となるような聖なる生き方が、彼の兄弟（聖職者たち）によって修道院長に選ばれる要因となった。
言い伝えによると、彼の夢の中に出てきた天使のお告げによって、自身の最も熱心な弟子たち72人を伴ってブルターニュへ渡った。弟子の中には、テュグデュアルの母である聖ポンペイア、妹の聖セナ、敬虔な未亡人のメランがいた。小集団は、ブラン・サブロン湾内にあるレオンの浜に到着した。聖テュグデュアルは、到着した湾から半時間のところに最初の庵を築いた。この庵はLann Pabuと呼ばれ、現在のトレパビュである。また、別の伝説によると、テュグデュアルの弟子聖モデズは礼拝堂を建て、聖なる創立者の人望篤い名、パビュの名を与えた。

## 地理
サン＝パビュはブレストの北約27kmにある。イロワーズ海に沿ったこの地域は、アベール・ブノワ川左岸にあたる。
アベール・ブノワ川と対峙するギャロ島はランデダに属する。ギャロ島へは干潮時に徒歩で往来可能である。garoとはブルトン語でシカを意味するgawrからきており、キリスト教伝来前から存在する名である。島や近くの場所に、ケルト神話の神ケルヌンノスを祀る場所があったからである。島には19世紀後半まで、そして第二次世界大戦後まで断続的に人が住んでいた。島では20世紀半ばまで畑が耕され、ウマが飼育されていた。島ではおよそ2000年前の墓が発見されている。

## 歴史
16世紀、サン＝パビュはブレストおよびサン＝ルナンのセネシャルが治める代官区に属した。

## 人口統計
| 1962年 | 1968年 | 1975年 | 1982年 | 1990年 | 1999年 | 2006年 | 2010年 |
| ------ | ------ | ------ | ------ | ------ | ------ | ------ | ------ |
| 1341   | 1283   | 1278   | 1380   | 1392   | 1479   | 1731   | 1999   |

参照元:1999年までEHESS、2000年以降INSEE

## ブルトン語
2006年1月14日、Ya d'ar brezhoneg憲章の批准がコミューン議会で可決された。

## ゆかりの人物
- ガブリエル・エリエス（1910年-1918年）[5] - ポルサル（現在のプルダルメゾー）生まれで、1940年から1945年まで戦争捕虜となっていた。戦後、サン＝パビュの教区司祭となり、サン＝パビュにあるカトリックの私立学校、サン・マルタン学校の監督官となった[6]。Mab an Digのペンネームを持つブルトン語文学者でもあった[7]。彼はゴルセッド・ド・ブルターニュ（fr:Gorsedd de Bretagne、ブルターニュのゴルセッズ。吟遊詩人たちのコミュニティ）のメンバーでもあった。